# Alice Bota
Alice Bota właściwie Alicja Bota (ur. 13 lipca 1979 w Krapkowicach) – urodzona w Polsce niemiecka dziennikarka, korespondentka zagraniczna i pisarka.

## Życiorys
Alicja urodziła się w 1979 r. w Krapkowicach, na Górnym Śląsku. W 1988 r. wyemigrowała z rodziną do Hamburga. W 1999 r. ukończyła szkołę średnią w Pinnebergu. Na Uniwersytecie Christiana Albrechta w Kilonii studiowała niemiecką literaturę nowożytną i politologię. W 2001 r. wyjechała do Polski, gdzie w ramach stypendium studiowała stosunki międzynarodowe na Uniwersytecie im. Adama Mickiewicza w Poznaniu. Po powrocie do Niemiec, kontynuowała studia literaturoznawcze i politologiczne w Berlinie i Poczdamie. W 2005 r. wyjechała do Monachium, tam studiowała w Niemieckiej Szkole Dziennikarstwa i odbyła staż, najpierw w dzienniku Der Tagesspiegel, a następnie w tygodniku Die Zeit, gdzie od 2007 r. pracuje. Jest członkiem zespołu ds. polityki zagranicznej. W 2006 r. ukończyła Niemiecką Szkołę Dziennikarstwa w Monachium. W 2010 r. odbyła dwumiesięczną rezydenturę w Nowaja gazieta w Moskwie. Od listopada 2015 r. kierowała moskiewskim biurem Die Zeit i odpowiada za informacje z rejonu Europy Środkowo-Wschodniej. Regularnie podróżuje na Ukrainę, Kaukaz Południowy i Białoruś. Jako korespondentka Zeit relacjonuje wydarzenia z Ukrainy dla Tagesschau. Kilkakrotnie była gościem politycznego talk-show Presseclub.

## Nowa Niemka
W 2012 r. wydała książkę Wir neuen Deutschen. Wer wir sind, was wir wollen, napisaną wspólnie z redakcyjnymi koleżankami z redakcji Die Zeit: Özlem Topçu i Khuê Phạm. Dziennikarki dotykają problemu imigrantów w Niemczech. Bota określiła siebie jako „nowa Niemka”, co ma odzwierciedlać pokolenie dzieci obcokrajowców, które w Niemczech dorastały, uczyły się i tam też pracują. Bota wyjaśnia w niej m.in. dlaczego zmieniła imię na bardziej niemieckie i jak sobie radziła z wyobcowaniem. Opisuje, że jednym z jej sposobów na akceptację Niemców było dążenie do osiągnięcia sukcesu zawodowego.
W 2015 r. odbył się pierwszy Bundeskongress der Neuen Deutschen Organisationen, w którym wzięło udział 80 organizacji niemieckich pod hasłem, zaczerpniętym z książki Boty, „Nowi Niemcy”.

## Publikacje
- Wir neuen Deutschen. Wer wir sind, was wir wollen, współautorzy: Khuê Pham i Özlem Topcu, 2012
- Testfall Ukraine, zbiór esejów, 2015
- Die Frauen von Belarus. Von Revolution, Mut und dem Drang nach Freiheit, 2021[12]

## Ważniejsze nagrody
- Axel-Springer-Preis (2009)[6]
- Newcomer des Jahres (3. miejsce z Khuê Pham i Özlem Topcu, 2013)[13]
- Berliner Fortschrittspreis (2015)[13]
- Deutscher Journalistenpreis (2016)[13]
- N-Ost(inne języki) Reportagepreis (2017)[14]